# Ancaeobacter
Genre
Les "Candidatus Ancaeobacter" sont un genre bactérien du phylum candidat "Auribacterota" du règne des Bacteria.

## Historique
Ce genre est proposé en 2022 par T. J. Williams sous le nom de "candidatus Ancaeobacter" pour contenir les bactéries non cultivables de l'espèce "candidatus Ancaeobacter aquaticus" identifiées dans le Lac Ace qui est un Lac méromictique d'origine marine de 25 m de profondeur situé dans les Collines de Vestfold de l'Antarctique de l'Est.

## Taxonomie
Le nom de candidatus Ancaeobacter" a été publié de manière non valide et ce nom est considéré comme le nom préféré et non pas le nom correct.

### Étymologie
Le nom de genre Ancaeobacter est formé du grec Ἀγκαῖος, Ancaeus, nom de l'un des Argonautes et fils de Poséidon, en référence au voyage vers l'Antarctique et à l'origine marine du lac Ace, et du latin bacter, « bactérie » : Ancaeobacter signifie « la bactérie d'Ancaeus ».

### Liste des espèces
Selon la base de nomenclature LPSN (08/08/2023), ce genre ne contient qu'une seule espèce candidate:
- "Candidatus Ancaeobacter aquaticus" Williams et al. 2022 nom préféré (nom non correct)[1]